# Arklow
Arklow (en irlandais : An tInbhear Mór ce qui signifie le « grand estuaire »), est une ville du comté de Wicklow située sur la côte est de l'Irlande, à l'embouchure du fleuve Avoca. La ville, fondée par les vikings au IXe siècle, fut le théâtre d'une des plus sanglantes batailles de la rébellion irlandaise de 1798.
C'est aujourd'hui une ville touristique, commerciale, prospère et en forte expansion. Avec 11 759 habitants en 2006, Aklow est la troisième ville du comté de Wicklow. Elle est divisée en deux par la rivière Avoca et un pont de pierre de 19 arches relie le sud, la partie la plus importante, au nord, appelé Ferrybank.

## Histoire
L'origine du nom anglais d’Arklow vient de "Arknell's Low" (Arknell était un chef viking et low un morceau de terre). La ville qui a été créée par les Vikings au IXe siècle a surtout une forte tradition maritime (port de commerce, port de pêche et chantier naval). Des objets de la période viking sont exposés au musée national d'Irlande à Dublin.
Après l'arrivée des Anglo-normands, Theobald Walter, 1er Baron Butler, ancêtre des ducs d'Ormond se voit donné les terres et le château d'Arklow par Henri II d'Angleterre. En 1264, les Dominicains se voient attribuer une large bande de terre, dénommée aujourd'hui Abbeylands, sur laquelle ils construisent une abbaye nommée Prieuré de la Vraie Croix.
Quelque temps après 1416, possiblement après la mort du 4e duc d'Ormond, le manoir d'Arklow tombe sous le contrôle des MacMurrough rois du Leinster. En 1525, Muiris Kavanagh, roi du Leinster de 1522 à 1531, cède le manoir, le château d’Arklow et les terres attenantes à son neveu, Piers Butler, le Duc d’Ormond.
Pendant les Guerres des trois Royaumes, en septembre 1649, Oliver Cromwell, faisant route sur Wexford, arrive à Arklow et s’empare de la ville. En 1714, James, Duc d’Ormond, vend le manoir d’Arklow à John Allen de Stillorgan. En 1750, la dernière petite fille d’Allen, Margaret Allen, épouse John Proby qui va être anobli en 1752 comme Baron Carysfort.
Le 9 juin 1798, la ville est la scène d’une des plus sanglantes bataille de la rébellion de 1798, la Bataille d'Arklow. Une troupe de rebelles venus de Wexford attaque la ville dans le but d’atteindre Dublin pour y propager la rébellion. Mais l’attaque est repoussée par les forces britanniques retranchées dans la ville. La bataille fait énormément de victimes.

## Transports et communications

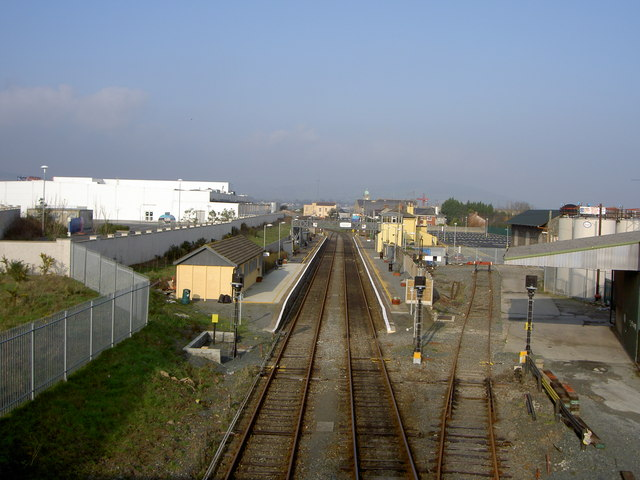
La gare d'Arklow en 2008.

Arklow est située à près 80 km au sud de Dublin. Cette proximité de la capitale peut expliquer la récente expansion de la ville. Arklow est postée sur la route N11 qui relie Dublin à Rosselare à la pointe sud est de l'île d'Irlande. La ville bénéficie aussi de la présence d'une gare sur la voie ferrée reliant là aussi Dublin à Rosselare. La gare d’Arklow a été ouverte le 16 novembre 1863.

## Jumelage
La ville est jumelée avec  Châteaudun (France),  Kronberg im Taunus (Allemagne) et  Esquel (Argentine).